# Судовий збір
Судови́й збір — збір, що справляється на всій території України за подання заяв, скарг до суду, а також за видачу судами документів і включається до складу судових витрат.
Платниками судового збору є громадяни України, іноземці, особи без громадянства, підприємства, установи, організації, інші юридичні особи (у тому числі іноземні) та фізичні особи-підприємці, які звертаються до суду.

## Правове регулювання судового збору
Судовий збір є порівняно новим видом судових витрат, що з'явився після прийняття Закону України «Про судовий збір» 8 липня 2011 року. До того за подання заяв до суду сплачувалося державне мито.
Закон регулює:
- розміри ставок судового збору;
- пільги щодо сплати судового збору;
- порядок сплати судового збору;
- повернення судового збору;
- відстрочення та розстрочення сплати судового збору, зменшення його розміру або звільнення від його сплати;
- зарахування судового збору до Державного бюджету України.

Правила розподілу сплаченого судового збору у складі судових витрат регулюють відповідні положення процесуальних кодексів.
Розмір судового збору визначається статтею 4 Закону «Про судовий збір». Реквізити для сплати збору розміщені на сайті «Судова влада України».
1 вересня 2015 ставки судового збору були значно підвищені; юристи розцінили це як додатковий економічний бар'єр у доступі до правосуддя.
З 1 січня 2017 року судовий збір в Україні справляється у відповідному розмірі від прожиткового мінімуму для працездатних осіб, встановленого законом на 1 січня календарного року, тоді як раніше — від мінімальної заробітної плати.